# Anthogorgia glomerata
Anthogorgia glomerata is een zachte koraalsoort uit de familie Acanthogorgiidae. De koraalsoort komt uit het geslacht Anthogorgia. Anthogorgia glomerata werd in 1909 voor het eerst wetenschappelijk beschreven door Thomson & Simpson. 